# Kanton Largentière
Kanton Largentière (fr. Canton de Largentière) je francouzský kanton v departementu Ardèche v regionu Rhône-Alpes. Skládá se ze 14 obcí.

## Obce kantonu
- Chassiers
- Chauzon
- Chazeaux
- Joannas
- Largentière
- Laurac-en-Vivarais
- Montréal
- Prunet
- Rocher
- Rocles
- Sanilhac
- Tauriers
- Uzer
- Vinezac